# Banished (videojuego)
Banished  es un juego de estrategia de construcción de ciudades basado en la gestión minuciosa de recursos y la supervivencia como sociedad aislada en desarrollo.

## Jugabilidad
El jugador dirige a los ciudadanos de una comunidad remota de exiliados para desarrollar y sostener el asentamiento. El juego se centra mayormente en la individualidad de los habitantes que viven en la ciudad del jugador. El diseñador explicó en un vídeo: «los habitantes de Banished son la fuente de recursos primaria. Nacen, crecen, trabajan, tienen hijos y al final mueren. Es fundamental mantenerlos sanos, felices y bien alimentados para que la ciudad crezca».

## Desarrollo
El desarrollo de Banished comenzó en agosto de 2011 de manos de Luke Hodorowicz solamente, usando el nombre del estudio Shining Rock Software. El juego se programó en C++ y el motor de videojuego se construyó especialmente para hacer un videojuego de disparos de zombis. No obstante, el juego se recicló más adelante y el motor se destinó al desarrollo de Banished. Se lanzaron las versiones de 32 bits y 64 bits, así como las de DirectX 9 y 11. El desarrollador manifestó que el juego solo saldría para la plataforma Windows en un principio, pero que, si tenía éxito, intentaría modificarlo para lanzarlo en otras plataformas.

## Lanzamiento
El 23 de octubre de 2013, se anunció que el juego se lanzaría a finales de 2013 y el desarrollador dijo que esperaba publicar una fecha definitiva en poco tiempo. El 9 de enero de 2014, anunció que Banished saldría el 18 de febrero del mismo año.
El juego se ha distribuido a través de Steam, GOG, Humble Bundle y está disponible en distribución digital en el sitio web del desarrollador.

### Recepción
Banished recibió revisiones críticas "mixtas o promedio" tras su lanzamiento, de acuerdo con la página de comentarios Metacritic, que asigna un puntaje promedio ponderado de 100 a las críticas de los críticos especializados y le dio al juego una puntuación de 73 basada en 32 críticas.
Charlie Hall de Polygon le dio al juego 7.5 de 10.0, y señaló que Banished se sentía más como una "simulación de supervivencia" que una simulación de construcción de ciudades. Hall también elogió los gráficos y animaciones de los juegos, pero señaló que el juego tuvo problemas para dar a los jugadores una sólida retroalimentación sobre los resultados de sus acciones. Dean Paul de Eurogamer le dio al juego una puntuación de 6/10, señalando que el juego era una "caja de arena de supervivencia, es duro", coincidiendo con Hall en que era difícil obtener información. Paul notó que tener que construir estructuras en un patrón de cuadrícula estricto se sentía genérico y formulista.
En PC Gamer Andy Chalk dio al juego una puntuación de 70 sobre 100, afirmando que es 'un buen cambio de ritmo para los constructores de ciudades', pero observó que a medida que la población crece, la supervivencia se convierte en menos de un enfoque de gestión y de la ciudad se hace cargo. Daniel Starkey de GameSpot le otorgó al juego 8/10, señalando cómo las diferentes mecánicas de cada estructura se entrelazan y proporcionan relevancia, elogiando la dificultad. Sin embargo, Starkey notó que el juego carecía de una sensación de progresión.
Daniel Tack para Game Informer calificó el juego con un 8/10, comparándolo con juegos como Dwarf Fortress y Towns, pero más accesible y con gráficos mejorados. Rowan Kaiser de IGN le dio un puntaje de 8.3/10, señalando que Banished sufrió cuando la dificultad de juego fue menor, mientras que también hace la misma comparación con Dwarf Fortress como Game Informer. Kaiser elogió a Banished por crear dificultades debido a la falta de un recurso de dinero, en lugar de utilizar el dinero como la principal fuente de dificultades.
En The Escapist Greg Tito dio al juego 3.5/5 estrellas, elogiando los aspectos de simulación y de interfaz, pero señalando que no toma mucho tiempo para ver todo lo que tiene que ofrecer. Tito sintió que la dificultad del juego sufría a medida que la ciudad crecía, sin un objetivo final adecuado para mantener a los jugadores comprometidos más allá de obtener logros.